# سن و باروری زنان
سن عامل اصلی باروری زنان است. باروری یک زن از اواخر نوجوانی تا اوایل دهه سی به‌طور کلی کیفیت خوبی دارد، اگرچه در طول زمان به تدریج کاهش می‌یابد.
در حدود ۳۵ سالگی، باروری با سرعت بیشتری کاهش می‌یابد.
در سن ۴۵ سالگی، زنی که شروع به تلاش برای باردار شدن می‌کند، در ۵۰ تا ۸۰ درصد موارد تولد زنده نخواهد داشت. یائسگی، یا توقف دوره‌های قاعدگی، عموماً در دهه ۴۰ و ۵۰ سالگی رخ می‌دهد و نشانه توقف باروری است، اگرچه ناباروری مربوط به سن می‌تواند قبل از آن رخ دهد.
رابطه بین سن و باروری زنان گاهی به عنوان «ساعت زیستی» زن نامیده می‌شود.

## کمّی سازی رابطه

درصد تجمعی و میانگین سنی برای زنانی که به ناباروری نسبی ((سبز)، ناباروری مطلق (آبی)، قاعدگی نامنظم (گلی) و یائسگی (سرخ) می‌رسند.